# Franco Foda
Franco Foda (Magonza, 23 aprile 1966) è un allenatore di calcio ed ex calciatore tedesco, di ruolo difensore, attuale commissario tecnico della nazionale kosovara.

## Biografia
Foda è nato a Magonza da madre tedesca e da Enrico, italiano originario di San Lorenzo, frazione di Vittorio Veneto, emigrato in Germania in cerca di lavoro; anche i suoi figli Sandro e Marco sono calciatori.

## Carriera

### Allenatore
Inizia nel 2001 come assistente allo Sturm Graz di cui assume, ad interim, la guida da settembre a novembre 2002 per esserne poi promosso capoallenatore a tutti i livelli fino alla fine del campionato 2002-2003. Non viene confermato, lasciando il posto a Gilbert Gress, ma passa a guidare la squadra B fino al 2006. Dopo questa esperienza, il 1º giugno 2006 viene promosso alla guida del team principale con cui nel 2009-2010 vince la coppa nazionale seguita nel 2010-2011 dalla vittoria nel campionato austriaco.
Nel luglio 2012 viene annunciato come nuovo tecnico del Kaiserslautern appena retrocesso in 2. Bundesliga, dove però non verrà riconfermato alla fine della stagione. Nel settembre 2014 viene richiamato sulla panchina dello Sturm Graz, squadra con cui raggiunge un terzo posto nel 2016-2017. Rimane fino a dicembre 2017, quando risolve consensualmente il contratto per andare ad allenare la nazionale austriaca, condotta agli ottavi di finale del campionato d'Europa 2020.
Il 28 marzo 2022, dopo avere perso il play-off di qualificazione ai Mondiali 2022 contro il Galles, si dimette dal suo incarico. Il giorno dopo, prima di lasciare definitivamente la panchina dell'Austria, ha svolto per l'ultima volta il ruolo di ct nel pareggio per 2-2 in amichevole contro la Scozia.
L'8 giugno 2022, viene annunciato come nuovo allenatore dello Zurigo, neo campione di Svizzera, rimpiazzando il dimissionario coach André Breitenreiter. Il 21 settembre, dopo un pessimo inizio di stagione, viene esonerato.

## Statistiche

### Statistiche da allenatore

#### Club
Statistiche aggiornate al 20 maggio 2018. In grassetto le competizioni vinte.
| Stagione              | Squadra               | Campionato            | Campionato | Campionato | Campionato | Campionato | Coppe nazionali | Coppe nazionali | Coppe nazionali | Coppe nazionali | Coppe nazionali | Coppe continentali | Coppe continentali | Coppe continentali | Coppe continentali | Coppe continentali | Altre coppe | Altre coppe | Altre coppe | Altre coppe | Altre coppe | Totale | Totale | Totale | Totale | % Vittorie | Piazzamento |
| Stagione              | Squadra               | Comp                  | G          | V          | N          | P          | Comp            | G               | V               | N               | P               | Comp               | G                  | V                  | N                  | P                  | Comp        | G           | V           | N           | P           | G      | V      | N      | P      | %          | Piazzamento |
| --------------------- | --------------------- | --------------------- | ---------- | ---------- | ---------- | ---------- | --------------- | --------------- | --------------- | --------------- | --------------- | ------------------ | ------------------ | ------------------ | ------------------ | ------------------ | ----------- | ----------- | ----------- | ----------- | ----------- | ------ | ------ | ------ | ------ | ---------- | ----------- |
| set. 2002-2003        | Sturm Graz            | BL                    | 26         | 10         | 4          | 12         | CA              | 2               | 1               | 0               | 1               | UCL+CU             | 0+6                | 0+3                | 0+0                | 0+3                | SA          | -           | -           | -           | -           | 34     | 14     | 4      | 16     | 41,18      | Sub., 6º    |
| 2006-2007             | Sturm Graz            | BL                    | 36         | 16         | 6          | 14         | CA              | 1               | 0               | 0               | 1               | -                  | -                  | -                  | -                  | -                  | -           | -           | -           | -           | -           | 37     | 16     | 6      | 15     | 43,24      | 7º          |
| 2007-2008             | Sturm Graz            | BL                    | 36         | 15         | 11         | 10         | -               | -               | -               | -               | -               | -                  | -                  | -                  | -                  | -                  | -           | -           | -           | -           | -           | 36     | 15     | 11     | 10     | 41,67      | 4º          |
| 2008-2009             | Sturm Graz            | BL                    | 36         | 17         | 9          | 10         | CA              | 4               | 3               | 1               | 0               | Int+CU             | 4+2                | 2+0                | 2+2                | 0+0                | -           | -           | -           | -           | -           | 46     | 22     | 14     | 10     | 47,83      | 4º          |
| 2009-2010             | Sturm Graz            | BL                    | 36         | 16         | 10         | 10         | CA              | 6               | 6               | 0               | 0               | UEL                | 12                 | 5                  | 3                  | 4                  | -           | -           | -           | -           | -           | 54     | 27     | 13     | 14     | 50,00      | 4º          |
| 2010-2011             | Sturm Graz            | BL                    | 36         | 19         | 9          | 8          | CA              | 4               | 3               | 0               | 1               | UEL                | 4                  | 1                  | 1                  | 2                  | -           | -           | -           | -           | -           | 44     | 23     | 10     | 11     | 52,27      | 1º          |
| 2011-apr. 2012        | Sturm Graz            | BL                    | 29         | 10         | 11         | 8          | CA              | 4               | 3               | 0               | 1               | UCL+UEL            | 6+6                | 2+1                | 2+0                | 2+5                | -           | -           | -           | -           | -           | 45     | 16     | 13     | 16     | 35,56      | Eson.       |
| 2012-2013             | Kaiserslautern        | 2.BL                  | 34+2       | 15         | 13         | 6+2        | CG              | 2               | 1               | 0               | 1               | -                  | -                  | -                  | -                  | -                  | -           | -           | -           | -           | -           | 38     | 16     | 13     | 9      | 42,11      | 3º          |
| lug.-ago. 2013        | Kaiserslautern        | 2.BL                  | 5          | 3          | 0          | 2          | CG              | 1               | 1               | 0               | 0               | -                  | -                  | -                  | -                  | -                  | -           | -           | -           | -           | -           | 6      | 4      | 0      | 2      | 66,67      | Eson.       |
| Totale Kaiserslautern | Totale Kaiserslautern | Totale Kaiserslautern | 41         | 18         | 13         | 10         |                 | 3               | 2               | 0               | 1               |                    | -                  | -                  | -                  | -                  |             | -           | -           | -           | -           | 44     | 20     | 13     | 11     | 45,45      |             |
| set. 2014-2015        | Sturm Graz            | BL                    | 26         | 13         | 7          | 6          | CA              | 1               | 0               | 0               | 1               | -                  | -                  | -                  | -                  | -                  | -           | -           | -           | -           | -           | 27     | 13     | 7      | 7      | 48,15      | Sub., 4º    |
| 2015-2016             | Sturm Graz            | BL                    | 36         | 12         | 12         | 12         | CA              | 4               | 3               | 0               | 1               | UEL                | 2                  | 0                  | 1                  | 1                  | -           | -           | -           | -           | -           | 42     | 15     | 13     | 14     | 35,71      | 5º          |
| 2016-2017             | Sturm Graz            | BL                    | 36         | 19         | 3          | 14         | CA              | 3               | 2               | 1               | 0               | -                  | -                  | -                  | -                  | -                  | -           | -           | -           | -           | -           | 39     | 21     | 4      | 14     | 53,85      | 3º          |
| lug.-dic. 2017        | Sturm Graz            | BL                    | 20         | 14         | 2          | 4          | CA              | 3               | 3               | 0               | 0               | UEL                | 4                  | 1                  | 1                  | 2                  | -           | -           | -           | -           | -           | 27     | 18     | 3      | 6      | 66,67      | Resc. cons. |
| Totale Sturm Graz     | Totale Sturm Graz     | Totale Sturm Graz     | 353        | 161        | 84         | 108        |                 | 32              | 24              | 2               | 6               |                    | 46                 | 15                 | 12                 | 19                 |             | -           | -           | -           | -           | 431    | 200    | 98     | 133    | 46,40      |             |
| lug.-set. 2022        | Zurich                | SL                    | 8          | 0          | 2          | 6          | CS              | 2               | 1               | 0               | 1               | UCL+UEL            | 2+6                | 0+4                | 1+0                | 1+2                | -           | -           | -           | -           | -           | 18     | 5      | 3      | 10     | 27,78      | Eson.       |
| Totale carriera       | Totale carriera       | Totale carriera       | 402        | 179        | 99         | 124        |                 | 37              | 27              | 2               | 8               |                    | 54                 | 19                 | 13                 | 22                 |             | -           | -           | -           | -           | 493    | 225    | 114    | 154    | 45,64      |             |

#### Nazionale
Statistiche aggiornate al 26 giugno 2021.
| Squadra | Naz                | dal              | al            | Record | Record | Record | Record     | Record | Record | Record | Record |
| G       | V                  | N                | P             | GF     | GS     | DR     | % Vittorie |        |        |        |        |
| ------- | ------------------ | ---------------- | ------------- | ------ | ------ | ------ | ---------- | ------ | ------ | ------ | ------ |
| Austria | Austria (bandiera) | 30 ottobre 2017  | 29 marzo 2022 | 48     | 27     | 6      | 15         | 77     | 52     | +25    | 56,25  |
| Kosovo  | Kosovo (bandiera)  | 17 febbraio 2024 | in corso      | 8      | 5      | 0      | 3          | 11     | 9      | +2     | 62,50  |
| Totale  | Totale             | Totale           | Totale        | 56     | 32     | 6      | 18         | 88     | 61     | +27    | 57,14  |

#### Nazionale nel dettaglio
| 2018                  | Austria        | Nations League 2018-2019 | 2º nel Gruppo 3 di Lega B                        | 4  | 2  | 1 | 1  | 50,00 | 3  | 2  | +1  |
| 2019                  | Austria        | Qual. Europeo 2020       | 2º nel Gruppo G, qualificato                     | 10 | 6  | 1 | 3  | 60,00 | 19 | 9  | +10 |
| 2020                  | Austria        | Nations League 2020-2021 | 1º nel Gruppo 1 di Lega B, promozione in Lega A  | 6  | 4  | 1 | 1  | 66,67 | 9  | 6  | +3  |
| 2021                  | Austria        | Qual. Mondiale 2022      | 4º nel Gruppo F, non qualificato dopo i play-off | 10 | 5  | 1 | 4  | 50,00 | 19 | 17 | +2  |
| Marzo 2022 (play-off) | Austria        | Qual. Mondiale 2022      | 4º nel Gruppo F, non qualificato dopo i play-off | 1  | 0  | 0 | 1  | &0,00 | 1  | 2  | -1  |
| Giu.-lug. 2021        | Austria        | Europeo 2020             | Ottavi di finale                                 | 4  | 2  | 0 | 2  | 50,00 | 5  | 5  | 0   |
| 2018-2022             | Austria        | Amichevoli               |                                                  | 13 | 8  | 2 | 3  | 61,54 | 21 | 11 | +10 |
| Totale Austria        | Totale Austria | Totale Austria           | Totale Austria                                   | 48 | 27 | 6 | 15 | 56,25 | 77 | 52 | +25 |

#### Panchine da commissario tecnico della nazionale austriaca
| Cronologia completa delle presenze e delle reti in nazionale ― Austria | Cronologia completa delle presenze e delle reti in nazionale ― Austria | Cronologia completa delle presenze e delle reti in nazionale ― Austria | Cronologia completa delle presenze e delle reti in nazionale ― Austria | Cronologia completa delle presenze e delle reti in nazionale ― Austria | Cronologia completa delle presenze e delle reti in nazionale ― Austria | Cronologia completa delle presenze e delle reti in nazionale ― Austria                 | Cronologia completa delle presenze e delle reti in nazionale ― Austria |
| Data                                                                   | Città                                                                  | In casa                                                                | Risultato                                                              | Ospiti                                                                 | Competizione                                                           | Reti                                                                                   | Note                                                                   |
| ---------------------------------------------------------------------- | ---------------------------------------------------------------------- | ---------------------------------------------------------------------- | ---------------------------------------------------------------------- | ---------------------------------------------------------------------- | ---------------------------------------------------------------------- | -------------------------------------------------------------------------------------- | ---------------------------------------------------------------------- |
| 14-11-2017                                                             | Vienna                                                                 | Austria                                                                | 2 – 1                                                                  | Uruguay                                                                | Amichevole                                                             | Marcel Sabitzer Louis Schaub                                                           | Cap: J.Baumgartlinger                                                  |
| 28-3-2018                                                              | Klagenfurt                                                             | Austria                                                                | 3 – 0                                                                  | Slovenia                                                               | Amichevole                                                             | David Alaba 2 Marko Arnautović                                                         | Cap: J.Baumgartlinger                                                  |
| 27-3-2018                                                              | Lussemburgo                                                            | Lussemburgo                                                            | 0 – 4                                                                  | Austria                                                                | Amichevole                                                             | Marko Arnautović Florian Grillitsch Michael Gregoritsch Louis Schaub                   | Cap: J.Baumgartlinger                                                  |
| 30-5-2018                                                              | Innsbruck                                                              | Austria                                                                | 1 – 0                                                                  | Russia                                                                 | Amichevole                                                             | Alessandro Schöpf                                                                      | Cap: J.Baumgartlinger                                                  |
| 2-6-2018                                                               | Klagenfurt                                                             | Austria                                                                | 2 – 1                                                                  | Germania                                                               | Amichevole                                                             | Martin Hinteregger Alessandro Schöpf                                                   | Cap: J.Baumgartlinger                                                  |
| 10-6-2018                                                              | Vienna                                                                 | Austria                                                                | 0 – 3                                                                  | Brasile                                                                | Amichevole                                                             | -                                                                                      | Cap: J.Baumgartlinger                                                  |
| 6-9-2018                                                               | Vienna                                                                 | Austria                                                                | 2 – 0                                                                  | Svezia                                                                 | Amichevole                                                             | autorete David Alaba                                                                   | Cap: D.Alaba                                                           |
| 11-9-2018                                                              | Zenica                                                                 | Bosnia ed Erzegovina                                                   | 1 – 0                                                                  | Austria                                                                | Nations League 2018-2019 - Lega B                                      | -                                                                                      | Cap: M.Arnautovic                                                      |
| 12-10-2018                                                             | Vienna                                                                 | Austria                                                                | 1 – 0                                                                  | Irlanda del Nord                                                       | Nations League 2018-2019 - Lega B                                      | Marko Arnautović                                                                       | Cap: M.Arnautovic                                                      |
| 16-10-2018                                                             | Herning                                                                | Danimarca                                                              | 2 – 0                                                                  | Austria                                                                | Amichevole                                                             | -                                                                                      | Cap: S.Prodl                                                           |
| 15-11-2018                                                             | Vienna                                                                 | Austria                                                                | 0 – 0                                                                  | Bosnia ed Erzegovina                                                   | Nations League 2018-2019 - Lega B                                      | -                                                                                      | Cap: J.Baumgartlinger                                                  |
| 18-11-2018                                                             | Belfast                                                                | Irlanda del Nord                                                       | 1 – 2                                                                  | Austria                                                                | Nations League 2018-2019 - Lega B                                      | Xaver Schlager Valentino Lazaro                                                        | Cap: J.Baumgartlinger                                                  |
| 21-3-2019                                                              | Vienna                                                                 | Austria                                                                | 0 – 1                                                                  | Polonia                                                                | Qual. Euro 2020                                                        | -                                                                                      | Cap: J.Baumgartlinger                                                  |
| 24-3-2019                                                              | Haifa                                                                  | Israele                                                                | 4 – 2                                                                  | Austria                                                                | Qual. Euro 2020                                                        | 2 Marko Arnautović                                                                     | Cap: J.Baumgartlinger                                                  |
| 7-6-2019                                                               | Klagenfurt                                                             | Austria                                                                | 1 – 0                                                                  | Slovenia                                                               | Qual. Euro 2020                                                        | Guido Burgstaller                                                                      | Cap: D.Alaba                                                           |
| 10-6-2019                                                              | Skopje                                                                 | Macedonia del Nord                                                     | 1 – 4                                                                  | Austria                                                                | Qual. Euro 2020                                                        | Valentino Lazaro 2 Marko Arnautović (1 rig.) autorete                                  | Cap: M.Arnautovic                                                      |
| 6-9-2019                                                               | Salisburgo                                                             | Austria                                                                | 6 – 0                                                                  | Lettonia                                                               | Qual. Euro 2020                                                        | 2 Marko Arnautović (1 rig.) Marcel Sabitzer Konrad Laimer Michael Gregoritsch autorete | Cap: J.Baumgartlinger                                                  |
| 9-9-2019                                                               | Varsavia                                                               | Polonia                                                                | 0 – 0                                                                  | Austria                                                                | Qual. Euro 2020                                                        | -                                                                                      | Cap: J.Baumgartlinger                                                  |
| 10-10-2019                                                             | Vienna                                                                 | Austria                                                                | 3 – 1                                                                  | Israele                                                                | Qual. Euro 2020                                                        | Valentino Lazaro Martin Hinteregger Marcel Sabitzer                                    | Cap: J.Baumgartlinger                                                  |
| 13-10-2019                                                             | Lubiana                                                                | Slovenia                                                               | 0 – 1                                                                  | Austria                                                                | Qual. Euro 2020                                                        | Stefan Posch                                                                           | Cap: J.Baumgartlinger                                                  |
| 16-11-2019                                                             | Vienna                                                                 | Austria                                                                | 2 – 1                                                                  | Macedonia del Nord                                                     | Qual. Euro 2020                                                        | David Alaba Stefan Lainer                                                              | Cap: J.Baumgartlinger                                                  |
| 19-11-2019                                                             | Riga                                                                   | Lettonia                                                               | 1 – 0                                                                  | Austria                                                                | Qual. Euro 2020                                                        | -                                                                                      | Cap: J.Baumgartlinger                                                  |
| 4-9-2020                                                               | Oslo                                                                   | Norvegia                                                               | 1 – 2                                                                  | Austria                                                                | Nations League 2020-2021 - Lega B                                      | Michael Gregoritsch Marcel Sabitzer (rig.)                                             | Cap: M.Hinteregger                                                     |
| 7-9-2020                                                               | Klagenfurt                                                             | Austria                                                                | 2 – 3                                                                  | Romania                                                                | Nations League 2020-2021 - Lega B                                      | Christoph Baumgartner Karim Onisiwo                                                    | Cap: J.Baumgartlinger                                                  |
| 7-10-2020                                                              | Klagenfurt                                                             | Austria                                                                | 2 – 1                                                                  | Grecia                                                                 | Nations League 2020-2021 - Lega B                                      | Adrian Grbić Christoph Baumgartner                                                     | Cap: J.Baumgartlinger                                                  |
| 11-10-2020                                                             | Belfast                                                                | Irlanda del Nord                                                       | 0 – 1                                                                  | Austria                                                                | Nations League 2020-2021 - Lega B                                      | Michael Gregoritsch                                                                    | Cap: J.Baumgartlinger                                                  |
| 14-10-2020                                                             | Ploiești                                                               | Romania                                                                | 0 – 1                                                                  | Austria                                                                | Nations League 2020-2021 - Lega B                                      | Alessandro Schöpf                                                                      | Cap: J.Baumgartlinger                                                  |
| 11-11-2020                                                             | Lussemburgo                                                            | Lussemburgo                                                            | 0 – 3                                                                  | Austria                                                                | Amichevole                                                             | Gernot Trauner Adrian Grbić Philipp Wiesinger                                          | Cap: M.Hinteregger                                                     |
| 15-11-2020                                                             | Vienna                                                                 | Austria                                                                | 2 – 1                                                                  | Irlanda del Nord                                                       | Nations League 2020-2021 - Lega B                                      | Louis Schaub Adrian Grbić                                                              | Cap: J.Baumgartlinger                                                  |
| 18-11-2020                                                             | Vienna                                                                 | Austria                                                                | 1 – 1                                                                  | Norvegia                                                               | Nations League 2020-2021 - Lega B                                      | Adrian Grbić                                                                           | Cap: J.Baumgartlinger                                                  |
| 25-3-2021                                                              | Glasgow                                                                | Scozia                                                                 | 2 – 2                                                                  | Austria                                                                | Qual. Mondiali 2022                                                    | 2 Saša Kalajdžić                                                                       | Cap: D.Alaba                                                           |
| 28-3-2021                                                              | Vienna                                                                 | Austria                                                                | 3 – 1                                                                  | Fær Øer                                                                | Qual. Mondiali 2022                                                    | Aleksandar Dragović Christoph Baumgartner Saša Kalajdžić                               | Cap: D.Alaba                                                           |
| 31-3-2021                                                              | Vienna                                                                 | Austria                                                                | 0 – 4                                                                  | Danimarca                                                              | Qual. Mondiali 2022                                                    | -                                                                                      | Cap: D.Alaba                                                           |
| 2-6-2021                                                               | Middlesbrough                                                          | Inghilterra                                                            | 1 – 0                                                                  | Austria                                                                | Amichevole                                                             | -                                                                                      | Cap: D.Alaba                                                           |
| 6-6-2021                                                               | Vienna                                                                 | Austria                                                                | 0 – 0                                                                  | Slovacchia                                                             | Amichevole                                                             | -                                                                                      | Cap: D.Alaba                                                           |
| 13-6-2021                                                              | Bucarest                                                               | Austria                                                                | 3 – 1                                                                  | Macedonia del Nord                                                     | Euro 2020 - 1º turno                                                   | Stefan Lainer Michael Gregoritsch Marko Arnautović                                     | Cap: D.Alaba                                                           |
| 17-6-2021                                                              | Amsterdam                                                              | Paesi Bassi                                                            | 2 – 0                                                                  | Austria                                                                | Euro 2020 - 1º turno                                                   | -                                                                                      | Cap: D.Alaba                                                           |
| 21-6-2021                                                              | Bucarest                                                               | Ucraina                                                                | 0 – 1                                                                  | Austria                                                                | Euro 2020 - 1º turno                                                   | Christoph Baumgartner                                                                  | Cap: D.Alaba                                                           |
| 26-6-2021                                                              | Londra                                                                 | Italia                                                                 | 2 – 1 dts                                                              | Austria                                                                | Euro 2020 - Ottavi di finale                                           | Saša Kalajdžić                                                                         | Cap: D.Alaba                                                           |
| 1-9-2021                                                               | Chișinău                                                               | Moldavia                                                               | 0 – 2                                                                  | Austria                                                                | Qual. Mondiali 2022                                                    | Christoph Baumgartner Marko Arnautović                                                 | Cap: M.Arnautović                                                      |
| 4-9-2021                                                               | Haifa                                                                  | Israele                                                                | 5 – 2                                                                  | Austria                                                                | Qual. Mondiali 2022                                                    | Christoph Baumgartner Marko Arnautović                                                 | Cap: D.Alaba                                                           |
| 7-9-2021                                                               | Vienna                                                                 | Austria                                                                | 0 – 1                                                                  | Scozia                                                                 | Qual. Mondiali 2022                                                    | -                                                                                      | Cap: D.Alaba                                                           |
| 9-10-2021                                                              | Tórshavn                                                               | Fær Øer                                                                | 0 – 2                                                                  | Austria                                                                | Qual. Mondiali 2022                                                    | Konrad Laimer Marcel Sabitzer                                                          | Cap: D.Alaba                                                           |
| 12-10-2021                                                             | Copenaghen                                                             | Danimarca                                                              | 1 – 0                                                                  | Austria                                                                | Qual. Mondiali 2022                                                    | -                                                                                      | Cap: D.Alaba                                                           |
| 12-11-2021                                                             | Vienna                                                                 | Austria                                                                | 4 – 2                                                                  | Israele                                                                | Qual. Mondiali 2022                                                    | Marko Arnautović 2 Louis Schaub Marcel Sabitzer                                        | Cap: D.Alaba                                                           |
| 15-11-2021                                                             | Klagenfurt am Wörthersee                                               | Austria                                                                | 4 – 1                                                                  | Moldavia                                                               | Qual. Mondiali 2022                                                    | 2 Marko Arnautović Christopher Trimmel Dejan Ljubicic                                  | Cap: M.Arnautović                                                      |
| 24-3-2022                                                              | Cardiff                                                                | Galles                                                                 | 2 – 1                                                                  | Austria                                                                | Qual. Mondiali 2022                                                    | autorete                                                                               | Cap: D.Alaba                                                           |
| 29-3-2022                                                              | Vienna                                                                 | Austria                                                                | 2 – 2                                                                  | Scozia                                                                 | Amichevole                                                             | Michael Gregoritsch Alessandro Schöpf                                                  | Cap: A.Dragović                                                        |
| Totale                                                                 |                                                                        | Presenze                                                               | 48                                                                     |                                                                        | Reti                                                                   | 77                                                                                     |                                                                        |

## Palmarès

### Giocatore

#### Club
- Coppa di Germania: 3

Kaiserslautern: 1989-1990
Bayer Leverkusen: 1992-1993
Stoccarda: 1996-1997
- Fußball-Bundesliga (Austria): 2

Sturm Graz: :1997-1998, 1998-1999
- ÖFB-Cup: 1

Sturm Graz: 1998-1999
- ÖFB-Supercup: 2

Sturm Graz: 1998, 1999

### Allenatore

#### Competizioni nazionali
- ÖFB-Cup: 1

Sturm Graz: 2009-2010
- Fußball-Bundesliga (Austria): 1

Sturm Graz: 2010-2011